# Музика Андорри
Князівство Андорра — це батьківщина таких народних танців, як контрапас (кат. contrapàs) і мараткса (кат. marratxa), які особливо збереглися в Сант-Жулії-де-Лорія. Андоррська народна музика має схожі риси з музикою сусідніх областей Франції та Іспанії, але особливо з каталонською, насамперед завдяки таким танцям, як сардана. Інші андоррські народні танці — це контрапас, поширений в Андоррі-ла-Велья, і танець Святої Анни, який побутує в Ескальдес-Енгордань.
На національному радіо Андорри є музичний канал — Andorra Música.
Існує національний оркестр Young National Orchestra of Cambra d'Andorra, диригентом якого є скрипаль Жерар Кларет.
Національний гімн Андорри — Ель Гран Карлемань (Величний Карл Великий), ухвалений 8 вересня 1921 року, у день святої покровительки Андорри — діви Мерітсель.
Рок-гурт «Persefone», що працює у стилі прогресивного металу — один із найвідоміших музичних колективів, що походять з Андорри.

## Фестивалі та свята
У країні щорічно проводяться міжнародні фестивалі класичної музики і джазу. Але це стосується лише розваг, що не суперечать католицькій моралі, в якій вихована переважна більшість підданих князівства. До музичних фестивалів Андорри належать «ChamJam Music Festival» в Шамоні, фестиваль в Ордіно і джаз-фест «Escaldes-Engordany International Jazz Festival» в Ескальдес-Енгордань. Найпопулярніші серед туристів національний фестиваль «Маре-де-Дью-де-Мерітсель» — національний фестиваль Діви Марії, що проводиться 8 вересня у Мерітсель (за 7 км на північний схід від столиці), і численні «сільські фестивалі» (практично в кожному населеному пункті проводиться свій фестиваль), ціла низка яких відбувається з липня по вересень. В Андоррі проводиться багато різноманітних відкритих концертів, загальних і локальних святкувань з музикою і народними танцями. 

## Євробачення
Андорра (через національну телекомпанію RTVA) брала участь у пісенному конкурсі Євробачення лише шість разів: з 2004 по 2009 рік. 2004 року іспанка Марта Роуре з піснею «Jugarem A Estimar-Nos» була першою в історії Євробачення учасницею, яка виступила каталонською мовою. У кожній зі своїх шести спроб Андорра не просунулася далі за півфінал; її найкращий результат був у 2007 році, коли панк-гурт «Anonymous» із піснею «Salvem el món» фінішував на 12 місці серед 28 країн у півфіналі. 
Через нестачу фінансування з боку акціонерів телеканалу та скорочення витрат у мережі мовлення країна вирішила відмовитися від участі 2010 року та так і не повернулася до числа учасниць.